# 埃波特罗勒
埃波特罗勒（法語：Épeautrolles，法語發音：[epotʁɔl]）是法国厄尔-卢瓦省的一个市镇，属于沙特尔区。

## 地理
埃波特罗勒（48°18'40"N, 1°19'31"E）面积9.31 平方千米，位于法国中央-卢瓦尔河谷大区厄尔-卢瓦省，该省份为法国北部内陆省份，北起顺时针与厄尔省、伊夫林省、埃松省、卢瓦雷省、卢瓦-谢尔省、萨尔特省和奧恩省接壤。
与埃波特罗勒接壤的市镇（或旧市镇、城区）包括：桑达尔维尔、沙龙维尔、小埃默农维尔。

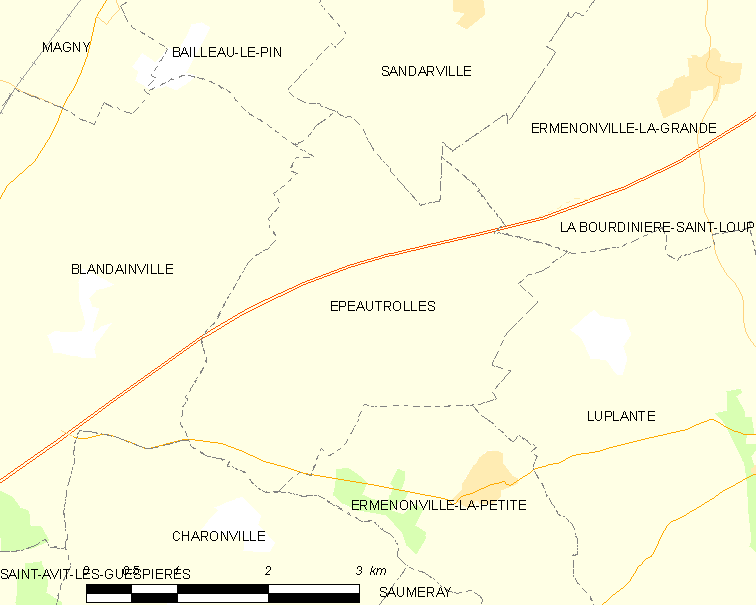
埃波特罗勒的OSM定位图

埃波特罗勒的时区为UTC+01:00、UTC+02:00（夏令时）。

## 行政
埃波特罗勒的邮政编码为28120，INSEE市镇编码为28139。

## 政治
埃波特罗勒所属的省级选区为伊利耶孔布赖县。

## 人口

1962-2008年间埃波特罗勒人口变化图示

埃波特罗勒于2022年1月1日时的人口数量为169人。